# Воля (Самбірський район)
Во́ля (до 1946 року — Воля Коблянська) — село в Україні, у Самбірському районі Львівської області. Орган місцевого самоврядування — Старосамбірська міська рада. Населення становить 816 осіб.
(У 1928 р. проживало близько 1000 осіб, серед них двоє римо-католиків, 15 євреїв. Також відомо, що на той рік у селі було 150 школярів).

## Назва
Історична назва села — Воля Коблянська. Незважаючи на те, що на час свого заснування в 1499 р. воно було іменоване як Деревно, ця назва не закріпилася, оскільки до 1507 р., наступної згадки в джерелах, видозмінюється у Воля Коблянська.
Компонент Коблянська вказує на географічне розташування села та, можливо, місце походження перших поселенців — сусіднє село Кобло. Натомість Воля свідчить про тип поселення. У староукраїнській і старопольській мовах «воля» — це привілей, що звільняв першопоселенців від сплати податків та виконання повинностей на певний період після заснування села. Відповідно, воля — це і тип поселення, мешканцям якого була надана свобода від податків та повинностей.
Сучасна назва затверджена 7 травня 1946 р. указом Президії Верховної Ради УРСР «Про збереження історичних найменувань та уточнення і впорядкування існуючих назв сільських Рад і населених пунктів Дрогобицької області».

## Історія
Історична дата заснування населеного пункту — 1517 рік. Територія населеного пункту 137 га, під забудову та присадибні ділянки передбачено 162 га, орної землі 61 га, пасовищ — 85,5 га, громадських лісів — 313 га.
У 1914 році насипано могилу і встановлено хрест з нагоди 100-річчя від дня народження Т. Г. Шевченка.
Волянську сільську раду утворено в 1939 за першої радянської окупації (перших совітів), яка до 1950 р. мала назву Воле Коблянська сільська рада.
У селі є храм Собору Пресвятої Богородиці споруджений 1923 року зі смерекових брусів за проєктом Теофіля Горницького із Самбора, коли парохом був о. Ярослав-Йосиф Пасічинський, священник Перемисько-Самбірської єпархії УГКЦ. Після Другої світової війни, та Львівського псевдособору 1946 р. храм і вірних переведено в лоно Російської Православної Церкви. Стіни в інтер'єрі церкви 1982 року оббиті прес-плитою і вкриті трафаретним орнаментом малярем Миколою з Блажева. На південний схід від церкви розташована двоярусна дзвіниця, збудована одночасно з церквою. Після ліквідації УГКЦ 1946 р. храм знаходився у юрисдикції українського екзархату РПЦ. В 90-х роках храм був у користуванні УАПЦ. Вірні УГКЦ молилися під храмом, проте з 2006 року богослужіння відбуваються почергово. Сьогодні церква належить до двох конфесій — ПЦУ та УГКЦ. Храмове свято 08,01, Пресвятої Богородиці. Храмове свято 8,11, Дмитрія.

На околиці села на вершині гори Кундівська (668 м) є військовий цвинтар часів I Світової війни. На цій горі наприкінці вересня й на початку жовтня 1914 року відбувалися запеклі бої між російськими та австрійськими військами. Російські війська зайняли гору Кундівську, а також межі села. Один із найважчих боїв відбувся 17 жовтня в суботу 1914 року між селами Воля і Звір на горі Лисий. На боці Австро-угорських військ брали участь і Українські січові стрільці, декілька з яких загинуло і там були поховані. Про ці події в українській газеті «Свобода», № 57, 1915, було поміщено статтю: 
За провідника взяли ми якогось газду; мав біля 30 літ. Ми не знали точного положення. Світла світити не вільно, мапу читати годі. З тим провідником вийшли ми о 3-й годині з Лужка і прийшли якраз добре на Лисий верх. Гора не поросла, на збочах галявини, далі в діл смерековий ліс, село Звірна на полудневім сході, на північ Воля Кобилянська, і Воля Барилова. В тих двох селах були Москалі, що обсадили північну збіч Лисого верха. На полудне від тої гори було видно пасмо гір від сходу на захід… Поляг з наших Фірчук, поляг Чихут і Завалик. Крім них було ще кільканадцять ранених. Не було ран, аби не можна було вилічити, смерть не грозила жадному.
До 100-річчя від трагічного початку Першої Світової війни, у неділю, 21 вересня, у с. Воля Старосамбірського району на Львівщині відбулось освячення пам'ятного знаку встановленого на місці поховання українців, австрійців, росіян вояків різних національностей, які загинули у 1915 році в околицях села Воля.
Організатор заходу — «Товариство пошуку жертв війни “Пам'ять”», Волянська сільська рада.

## Народилися
Володимир Володимирович Васюта (2015) — громадський діяч, політв'язень, багаторазовий депутат Старосамбірської районної ради, багаторічний голова районної організації Конгресу Українських Націоналістів.
Василь Ількович Васюта — учасник бойових дій УПА, громадський діяч с. Воля.
Степан Данилович Топорович (14.07.1965 — 14.10.2009) — священник Самбірсько-Дрогобицької єпархії, парох с. Блажів.
Люба Олексіївна Пятночко-Топорович (24.01.2013) — перша станична відновленого Пласту в м. Самборі.
Любомир Антонович Яким (06.09.1936 — 27.09.2014) — український композитор, музикант, педагог, автор пісні «Смерека» (Ой, смереко, розкажи мені, смереко…).